# Брион (Крез)
Брион (фр. Brionne) насеље је и општина у централној Француској у региону Лимузен, у департману Крез која припада префектури Гере.
По подацима из 2011. године у општини је живело 431 становника, а густина насељености је износила 60,88 становника/km². Општина се простире на површини од 7,08 km². Налази се на средњој надморској висини од 500 метара (максималној 544 m, а минималној 428 m).

## Демографија
| 1962. | 1968. | 1975. | 1982. | 1990. | 1999. | 2011. |
| ----- | ----- | ----- | ----- | ----- | ----- | ----- |
| 252   | 278   | 280   | 317   | 348   | 354   | 431   |

График промене броја становника у току последњих година